# Pierre Vallet (photographe)
Pierre Vallet est un photographe français né à Lyon en 1953.
Il reçoit en 1980 une bourse de la Fondation nationale de la photographie puis le Prix de la Villa Medicis hors les murs en 1990, qui lui permettent de voyager une année dans les pays d'Europe centrale puis de faire le tour de la mer Noire, sur les thèmes de la musique, théâtre, danse et opéras se poursuit sur l'architecture et le paysage montagnard de l'Arc Alpin.

## Expositions
Il a participé depuis une vingtaine d’années à de nombreuses expositions en France et en Europe.